# Puluc
Le Puluc est un jeu de société pour deux joueurs, originaire d’Amérique centrale et du Guatemala, anciennement pratiqué par les indiens Ketchis.
Une partie dure environ 15 minutes.
- Hasard raisonné
- Époque inconnue
- Indiens Ketchis

## Matériel
- Un plateau constitué de 11 cases en ligne
- 5 pions d’une couleur, 5 pions d’une autre,
- 4 dés à 2 faces.

## But du jeu
Capturer les 5 pions de l’adversaire.

## Déroulement

### Au départ
Chaque joueur dispose ses cinq pions sur la première case face à lui.
| 1  | ● ● ● ● ● |
| -- | --------- |
| 2  |           |
| 3  |           |
| 4  |           |
| 5  |           |
| 6  |           |
| 7  |           |
| 8  |           |
| 9  |           |
| 10 |           |
| 11 | ◎ ◎ ◎ ◎ ◎ |

NB : on a numéroté les cases pour la lecture.

### Déplacements des pions
Chaque joueur avance son pion en fonction du résultat du jet de 4 pièces ou dés à 2 faces.
```
X X X O = 1 case
X X O O = 2 cases
X O O O = 3 cases
O O O O = 4 cases
X X X X = 5 cases
```

À chaque lancé, il est possible de faire avancer un pion déjà en course ou d’en faire entrer un nouveau sur le parcours.
Il est interdit de faire reculer un pion.
Il est interdit de poser deux de ses pions sur la même case.

### Capture des pions
Arriver exactement sur la même case qu’un pion adverse permet de le capturer. Les deux pions sont empilés : celui qui vient d’arriver est placé au-dessus. Une pile de pions appartient à celui qui est au-dessus. Les pions avancent ensuite ensemble.
Si l’adversaire parvient à son tour sur les deux pions, la pile de pions change de propriétaire, donc de sens de parcours.
Arrivé au bout de parcours, un pion isolé revient au départ et entreprend un nouveau voyage. Une pile de pions se débarrasse de ses prisonniers, qui sont définitivement sortis du jeu. Les autres pions de la pile sont replacés comme au début pour un nouveau parcours.
On n’est pas obligé de faire le nombre exact pour atteindre la dernière case de son chemin.
Il est interdit de capturer un pion adverse sur sa case de départ.

### Fin de la partie
Lorsqu’un joueur a capturé les 5 pions de l’adversaire, il a gagné la partie.